# كاماريو (كاليفورنيا)
كاماريو (تُنطق: كام-أه-ريو)(بالإنجليزية: Camarillo) هي مدينة تقع في مقاطعة فينتورا بولاية كاليفورنيا في الولايات المتحدة الأمريكية. ووفقًا لتعداد الولايات المتحدة لعام 2020، بلغ عدد سكان المدينة 70,741 نسمة، بزيادة قدرها 5,540 نسمة مقارنة بتعداد عام 2010 الذي سجل 65,201 نسمة. سُمّيت المدينة نسبةً إلى الأخوين خوان وأدولفو كاماريو، وهما من أبرز الشخصيات الكاليفورنية من أصل إسباني، وكانا يمتلكان مزرعة "رانشو كاليغواس" وأسسا المدينة. 
تحتضن كاماريو حرم جامعة ولاية كاليفورنيا، تشانل آيلاندز، التي تقع في الموقع السابق لمستشفى كاماريو الحكومي.

## المناخ
يظهر الجدول التالي التغييرات المناخية على مدار السنة لكاماريلو:
| البيانات المناخية لـكاماريلو      | البيانات المناخية لـكاماريلو | البيانات المناخية لـكاماريلو | البيانات المناخية لـكاماريلو | البيانات المناخية لـكاماريلو | البيانات المناخية لـكاماريلو | البيانات المناخية لـكاماريلو | البيانات المناخية لـكاماريلو | البيانات المناخية لـكاماريلو | البيانات المناخية لـكاماريلو | البيانات المناخية لـكاماريلو | البيانات المناخية لـكاماريلو | البيانات المناخية لـكاماريلو | البيانات المناخية لـكاماريلو |
| الشهر                             | يناير                        | فبراير                       | مارس                         | أبريل                        | مايو                         | يونيو                        | يوليو                        | أغسطس                        | سبتمبر                       | أكتوبر                       | نوفمبر                       | ديسمبر                       | المعدل السنوي                |
| --------------------------------- | ---------------------------- | ---------------------------- | ---------------------------- | ---------------------------- | ---------------------------- | ---------------------------- | ---------------------------- | ---------------------------- | ---------------------------- | ---------------------------- | ---------------------------- | ---------------------------- | ---------------------------- |
| الدرجة القصوى °ف (°م)             | 94 (34)                      | 90 (32)                      | 94 (34)                      | 98 (37)                      | 98 (37)                      | 102 (39)                     | 94 (34)                      | 96 (36)                      | 101 (38)                     | 106 (41)                     | 99 (37)                      | 93 (34)                      | 106 (41)                     |
| الحد الأقصى المتوسط °ف (°م)       | 80.9 (27.2)                  | 81.0 (27.2)                  | 81.6 (27.6)                  | 85.9 (29.9)                  | 80.9 (27.2)                  | 80.0 (26.7)                  | 82.4 (28.0)                  | 83.7 (28.7)                  | 87.5 (30.8)                  | 90.3 (32.4)                  | 85.3 (29.6)                  | 79.2 (26.2)                  | 94.5 (34.7)                  |
| متوسط درجة الحرارة الكبرى °ف (°م) | 65.5 (18.6)                  | 65.3 (18.5)                  | 65.8 (18.8)                  | 68.8 (20.4)                  | 71.1 (21.7)                  | 72.5 (22.5)                  | 75.9 (24.4)                  | 76.8 (24.9)                  | 76.6 (24.8)                  | 73.5 (23.1)                  | 70.3 (21.3)                  | 65.5 (18.6)                  | 70.6 (21.5)                  |
| المتوسط اليومي °ف (°م)            | 54.4 (12.4)                  | 53.7 (12.1)                  | 56.2 (13.4)                  | 58.3 (14.6)                  | 61.4 (16.3)                  | 64.3 (17.9)                  | 66.9 (19.4)                  | 67.7 (19.8)                  | 68.8 (20.4)                  | 63.1 (17.3)                  | 58.5 (14.7)                  | 53.8 (12.1)                  | 60.6 (15.9)                  |
| متوسط درجة الحرارة الصغرى °ف (°م) | 43.2 (6.2)                   | 42.2 (5.7)                   | 46.6 (8.1)                   | 47.9 (8.8)                   | 51.7 (10.9)                  | 56.2 (13.4)                  | 58.0 (14.4)                  | 58.5 (14.7)                  | 57.0 (13.9)                  | 52.7 (11.5)                  | 46.7 (8.2)                   | 42.1 (5.6)                   | 50.2 (10.1)                  |
| الحد الأدنى المتوسط °ف (°م)       | 36.7 (2.6)                   | 37.8 (3.2)                   | 39.8 (4.3)                   | 42.3 (5.7)                   | 47.0 (8.3)                   | 51.1 (10.6)                  | 54.4 (12.4)                  | 54.2 (12.3)                  | 52.7 (11.5)                  | 47.6 (8.7)                   | 40.4 (4.7)                   | 36.3 (2.4)                   | 34.5 (1.4)                   |
| أدنى درجة حرارة °ف (°م)           | 25 (−4)                      | 30 (−1)                      | 30 (−1)                      | 33 (1)                       | 36 (2)                       | 42 (6)                       | 46 (8)                       | 49 (9)                       | 43 (6)                       | 35 (2)                       | 31 (−1)                      | 27 (−3)                      | 25 (−4)                      |
| الهطول إنش (مم)                   | 3.47 (88)                    | 3.71 (94)                    | 2.65 (67)                    | 0.79 (20)                    | 0.31 (7.9)                   | 0.05 (1.3)                   | 0.02 (0.51)                  | 0.04 (1.0)                   | 0.18 (4.6)                   | 0.63 (16)                    | 1.31 (33)                    | 2.06 (52)                    | 15.22 (385.31)               |
| المصدر: NOAA                      |                              |                              |                              |                              |                              |                              |                              |                              |                              |                              |                              |                              |                              |

## أعلام
- هانك بيني
- توم لينك
- جيسيكا مندوزا
- إريك كوماتسو
- جايسون ويد
- أد وولجاست
- بوبي كيمبل
- لو بوش
- جون هوبارد
- بيجي موران